# Yosemite (песня)
«Yosemite» — песня американского рэпера Трэвиса Скотта при участии Gunna и Nav. Трек был выпущен на радио rhythmic contemporary как третий сингл с третьего студийного альбома Astroworld 20 ноября 2018 года. Песню спродюсировали June James, Turbo и Ramy.

## Предыстория и композиция
Название песни отсылает к национальному парку Йосемити, месту, расположенному в горной цепи Сьерра-Невада в восточной части Калифорнии. Gunna исполняет припев, который задаёт тон песне. Трэвис Скотт соответствует флоу куплета, перекликаясь с тем, который Gunna использовал на сингле «Sold Out Dates» при участии американского рэпера Lil Baby. Оба артиста поют о своих чувствах. Изначально у Nav был слишком тихий голос из-за плохого микширования, это привело к появлению мемов о нём. Через неделю звук был исправлен. В песне использованы звуки флейты, на неё повлиял жанр вестерн.

## Оценки
«Yosemite» получила положительные отзывы критиков, причём большинство похвал было отдано припеву Gunna и гитарному сэмплу. Несмотря на положительные отзывы, оригинальное микширование с вокалом Nav подверглось критике.

## Коммерческий успех
«Yosemite» дебютировала и заняла 25-е место в чарте Billboard Hot 100 18 августа 2018 года. Это четвёртая песня с Astroworld, попавшая в чарт. В общей сложности ей удалось продержаться 18 недель. Песня знаменует собой первую запись Gunna в чарте. 26 июля 2019 года трек получил двойной платиновый сертификат Ассоциации звукозаписывающей индустрии Америки (RIAA) за совокупный объём продаж, равный более чем двум миллионам копий в США.

## Музыкальное видео
Официальный видеоклип на песню, снятый Набилем Элдеркиным, был выпущен 30 ноября 2018 года. В нём молодой Трэвис Скотт ищет парк Astroworld в густых джунглях. Путешествие ребёнка в поисках тематического парка является символическим представлением восхождения артиста к славе и коммерческому успеху. Gunna также появляется в видео со взрослым Скоттом в самолёте. Nav не присутствует в клипе.

## Чарты
| Чарт (2018–2019)                      | Высшая позиция |
| ------------------------------------- | -------------- |
| Австралия (ARIA)                      | 97             |
| Канада (Billboard Canadian Hot 100)   | 18             |
| Франция (SNEP)                        | 93             |
| Германия (GfK)                        | 98             |
| Португалия (AFP)                      | 56             |
| Швеция (Sverigetopplistan)            | 92             |
| Великобритания (UK Singles Chart)     | 93             |
| США (Billboard Hot 100)               | 25             |
| США (Billboard Hot R&B/Hip-Hop Songs) | 16             |
| США (Billboard Rhythmic)              | 24             |

## Сертификации
| Регион                                                                      | Сертификация  | Продажи   |
| --------------------------------------------------------------------------- | ------------- | --------- |
| Бразилия (ABPD)                                                             | Платиновый    | 40 000    |
| Канада (Music Canada)                                                       | 3× Платиновый | 240 000   |
| Дания (IFPI Danmark)                                                        | Золотой       | 45 000    |
| Италия (FIMI)                                                               | Золотой       | 35 000    |
| Великобритания (BPI)                                                        | Серебряный    | 200 000   |
| США (RIAA)                                                                  | 2× Платиновый | 2 000 000 |
| Данные о продажах + прослушиваниях приведены только на основе сертификации. |               |           |

## История выпуска
| Регион | Дата           | Формат             | Лейбл                         | Примечания |
| ------ | -------------- | ------------------ | ----------------------------- | ---------- |
| США    | 20 ноября 2018 | Urban contemporary | Grand Hustle Epic Cactus Jack | [ 26 ]     |